# Consolación de la filosofía
Consolación de la filosofía (en latín original De consolatione Philosophiae) es una obra escrita por el filósofo romano Boecio en forma de prosimetrum durante los últimos años de su vida (murió aproximadamente en 524). Se ha descrito como la obra más importante e influyente en el Occidente cristiano medieval y del Renacimiento temprano, así como la última gran obra occidental del periodo clásico.

## Descripción
«Un volumen de oro que no es indigno del ocio de Platón o Tulio». - Edward Gibbon

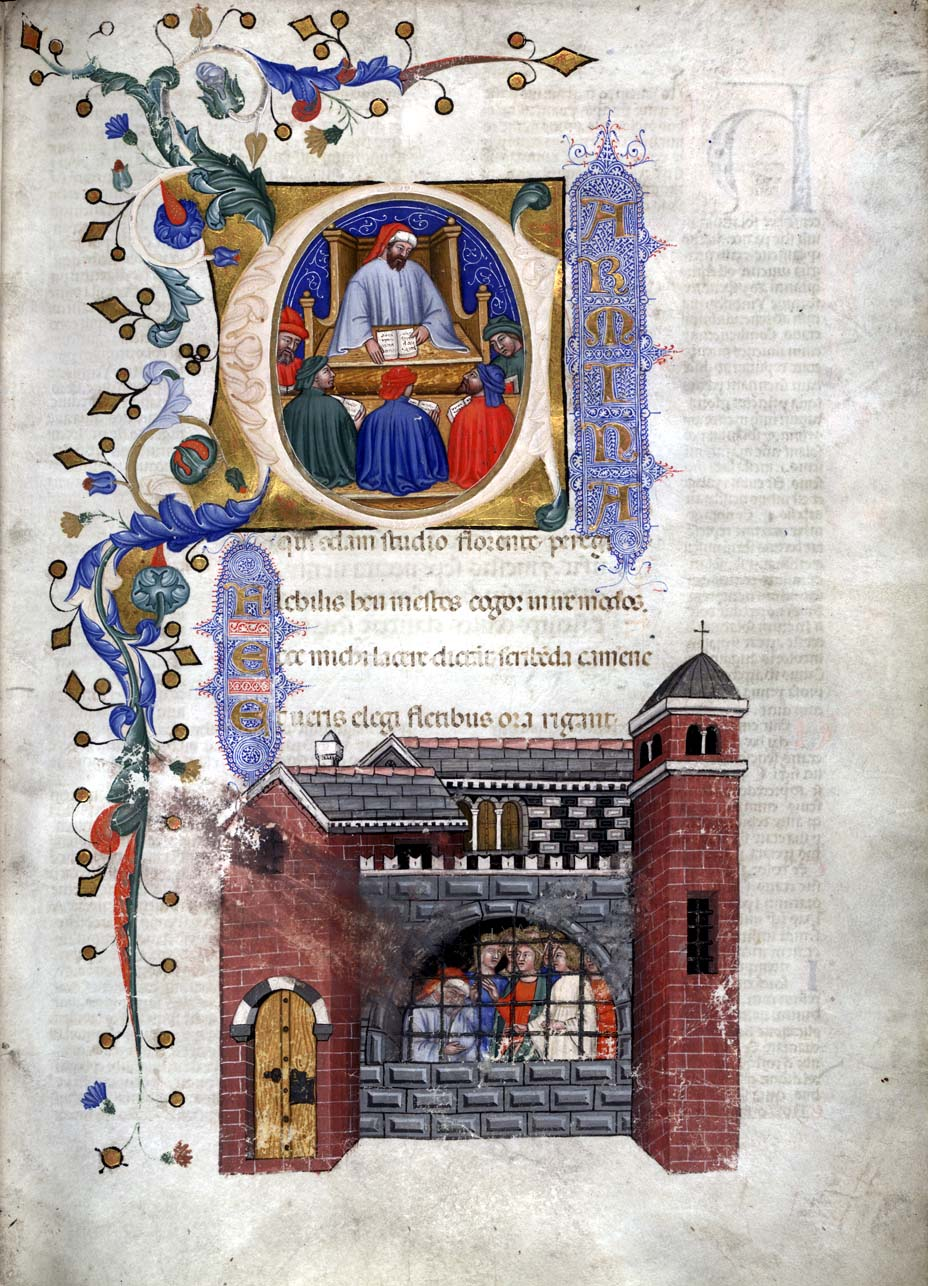
Miniaturas de 1385 de la Consolación de la filosofía de Boecio dando clase y en prisión.

La Consolación de la filosofía (o, más literalmente, La consolación de Filosofía, ya que "Filosofía" es el nombre propio de la alegoría femenina con la cual dialoga Boecio en la obra) se escribió en el año 523 después de Cristo durante un año de prisión que Boecio cumplió mientras esperaba el juicio, y su eventual ejecución, por el presunto delito de traición al rey ostrogodo Teodorico el Grande. Boecio estaba en las alturas del poder en Roma, ocupando el prestigioso cargo de magister officiorum, y fue derribado por la traición. Esta experiencia inspiró el texto, que refleja cómo puede existir el mal en un mundo gobernado por Dios (el problema de la teodicea), y cómo la felicidad todavía es alcanzable en medio de la fortuna voluble, al mismo tiempo que considera la naturaleza de la felicidad y Dios. Se ha descrito como "por mucho el ejemplo más interesante de la literatura carcelaria que el mundo haya visto".
A menudo se asume un vínculo de la obra con el cristianismo, pero no se hace referencia a Jesucristo ni al cristianismo ni a ninguna otra religión específica que no sean unas pocas referencias indirectas a las escrituras paulinas, como la simetría entre las líneas iniciales del Libro 4 Capítulo 3 y a 1 Corintios 9:24. Sin embargo, Dios está representado no solo como un ser eterno y omnisciente, sino como la fuente de todo Bien.
Boecio escribe el libro como una conversación entre él y Dama Filosofía, que consuela al autor hablando sobre la naturaleza transitoria de la fama y la riqueza:

«Ningún hombre puede estar realmente seguro hasta que haya sido abandonado por la Fortuna».
Dama Filosofía

Sobre fama y riqueza, se sitúan como superiores los asuntos de la mente y el espíritu, que ella llama "el único bien verdadero". Ella sostiene que la felicidad viene de dentro, y que la virtud es todo lo que uno realmente tiene, porque no está en peligro por las vicisitudes de la fortuna. Boecio asume que todos los hombres desean alcanzar el bien final liberándose de las pasiones del cuerpo que enferman el alma. Boecio enlaza la ética con la educación en la filosofía, siendo el único bien verdadero Dios.
Boecio se ocupa de cuestiones tales como la naturaleza de la predestinación y el libre albedrío, por qué los hombres malvados a menudo prosperan y los hombres buenos caen en la ruina, la naturaleza humana, la virtud y la justicia. Habla de la naturaleza del libre albedrío y el determinismo cuando pregunta si Dios sabe y ve todo, o si el hombre tiene libre albedrío (ver problema del mal y argumento del libre albedrío). Sobre la naturaleza humana, Boecio dice que los humanos son esencialmente buenos y solo cuando se entregan a la "maldad" se "hunden al nivel de ser un animal". Sobre la justicia, dice que los criminales no deben ser abusados, sino tratados con simpatía y respeto, utilizando la analogía de médico y paciente para ilustrar la relación ideal entre el fiscal y el criminal.

## Libros
Se divide en cinco libros, en los que alegóricamente una mujer llamada Filosofía aconseja y da consuelo a esta espera que tiene que soportar Boecio en sus últimos años.
- Libro primero: Presenta a la Filosofía, que le explica que el hombre ha olvidado su finalidad verdadera.
- Libro segundo: Habla de la fortuna y los bienes (ficticios o verdaderos) que ésta acarrea.
- Libro tercero: Explica que la buenaventura de los hombres no se encuentra en bienes pequeños y particulares, sino en Dios, el ser supremo.
- Libro cuarto: Dice por qué a pesar de Dios hay mal en el mundo.
- Libro quinto: Discute sobre la voluntad humana con relación a la omnipresencia divina.

## Influencia

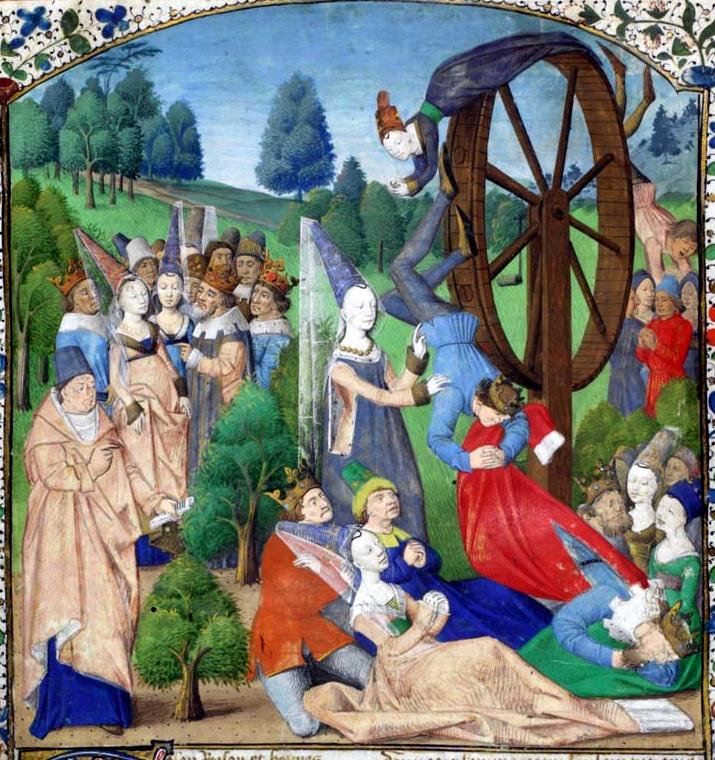
La Fortuna y la rueda de la Fortuna en un manuscrito medieval de una obra de Boccaccio; La consolación de la filosofía fue responsable de la popularidad de la diosa Fortuna en la Edad Media.

«Adquirir un gusto por él es casi naturalizarse en la Edad Media». - C. S. Lewis
Desde el Renacimiento carolingio al final de la Edad Media ha sido la obra más copiada y difundida de la literatura secular europea, y una de las más populares e influyentes. Estudiada en las universidades y leída por hombres de estado, poetas e historiadores, además de filósofos y teólogos, y no sólo difundida en latín, sino traducida, ya desde los siglos medievales, en varias lenguas. Se convirtió uno de los principales medios de difusión del pensamiento clásico en la cultura medieval, como un punto intermedio entre la filosofía pagana de Séneca y la escolástica de Tomás de Aquino.
El mensaje del libro coincidía con las directrices espirituales de la piedad medieval: la virtud enfrentada a los bienes materiales, el bien y el mal, el sufrimiento debido al mal como camino hacia la virtud, la felicidad en Dios. El libro está fuertemente influenciado por Platón y sus diálogos. El mensaje neoplatónico y la ética cristiana, en ningún caso doctrinal ni dogmática, lo hizo popular.
Algunas traducciones a lenguas vernáculas son notables por la calidad literaria, como la anglosajona del rey Alfredo el Grande, la francesa de Jean de Meung, las inglesas de Geoffrey Chaucer y de la reina Isabel I de Inglaterra, la alemana de Notker Balbulus o la castellana rítmica ("el verso en coplas y la prosa por medida", es decir, con las partes en prosa en octosílabos blancos o sin rima y los versos latinos en diversos metros castellanos) de Alberto de Aguayo (1518), elogiada por Juan de Valdés y Ambrosio de Morales y reimpresa tres veces más (1521, 1530 y 1542), aunque ya existían varias: una de finales del siglo XIV con comentarios del dominico inglés Nicolás Trevet; dos de principios del siglo XV, la llamada «versión interpolada» y La consolación natural de Boecio romano, encargada por el condestable de Castilla Ruy López Dávalos. A fines del siglo XV se publicó en la imprenta una nueva traducción castellana anónima, pero desde el catalán, (Boecio de consolación, Sevilla: Meinardo Ungut y Estanislao Polono, 1497), bastante reimpresa.
En catalán se ha traducido varias veces. La traducción del siglo XIV de Pere Saplana (revisada en torno a 1390 por Antoni Genebreda), dedicada a Jaime III de Mallorca, encarcelado entonces, es en realidad una paráfrasis del texto latino con glosas y comentarios de Guillermo de Aragón que se atribuyen a Tomás de Aquino. El texto está mutilado, aunque subsiste la ya citada traducción castellana del siglo XV; la versión catalana fue editada por vez primera en Barcelona: Biblioteca Catalana, 1873.
En la Divina Comedia de Dante aparecen citas con frecuencia de esta obra. De Boecio, Dante comentó en el Paraíso, Canto X, líneas 121-129: "El alma que señaló los caminos oscuros del mundo, a todos los que escuchan, se despliegan sus engaños".
El filósofo Bertrand Russell escribió sobre Boecio y su obra lo siguiente:

«Escrito cuando estaba en prisión y condenado a muerte, es tan admirable como los últimos momentos del Sócrates platónico. Uno no encuentra una perspectiva similar hasta después de Isaac Newton [...] Habría sido notable en cualquier edad; pero en la época en la que vivió, es absolutamente increíble.»
The History of Western Philosophy, London: Routledge, 1996. p. 344-345, 347.